# Rolandino de Pádua
Rolandino de Pádua foi o cronista oficial da história da cidade de Pádua. Sua Crônica foi lançada em 1260.